# Viktor Marmén
Adolf Viktor Marmén, född 10 november 1867 i Alunda församling, Uppsala län, död 24 juli 1959 i Engelbrekts församling, Stockholm, var en svensk tandläkare.
Viktor Marmén var son till häradsdomaren och lantbrukaren Johan Adolf Marmén. Han avlade mogenhetsexamen i Uppsala 1889 och tandläkarexamen 1892. Marmén var praktiserande tandläkare i Göteborg 1892–1948 och blev doktor i dentalmedicin vid Berlins universitet 1927. Han var bland annat ordförande i Göteborgs tandläkaresällskap 1897–1898, 1912–1914 och 1923–1925 samt i Nordiska odontologiska föreningen 1931–1933. I sin doktorsavhandling undersökte han amalgam och dess formbeständighet.